# Скрипкин, Владимир Алексеевич

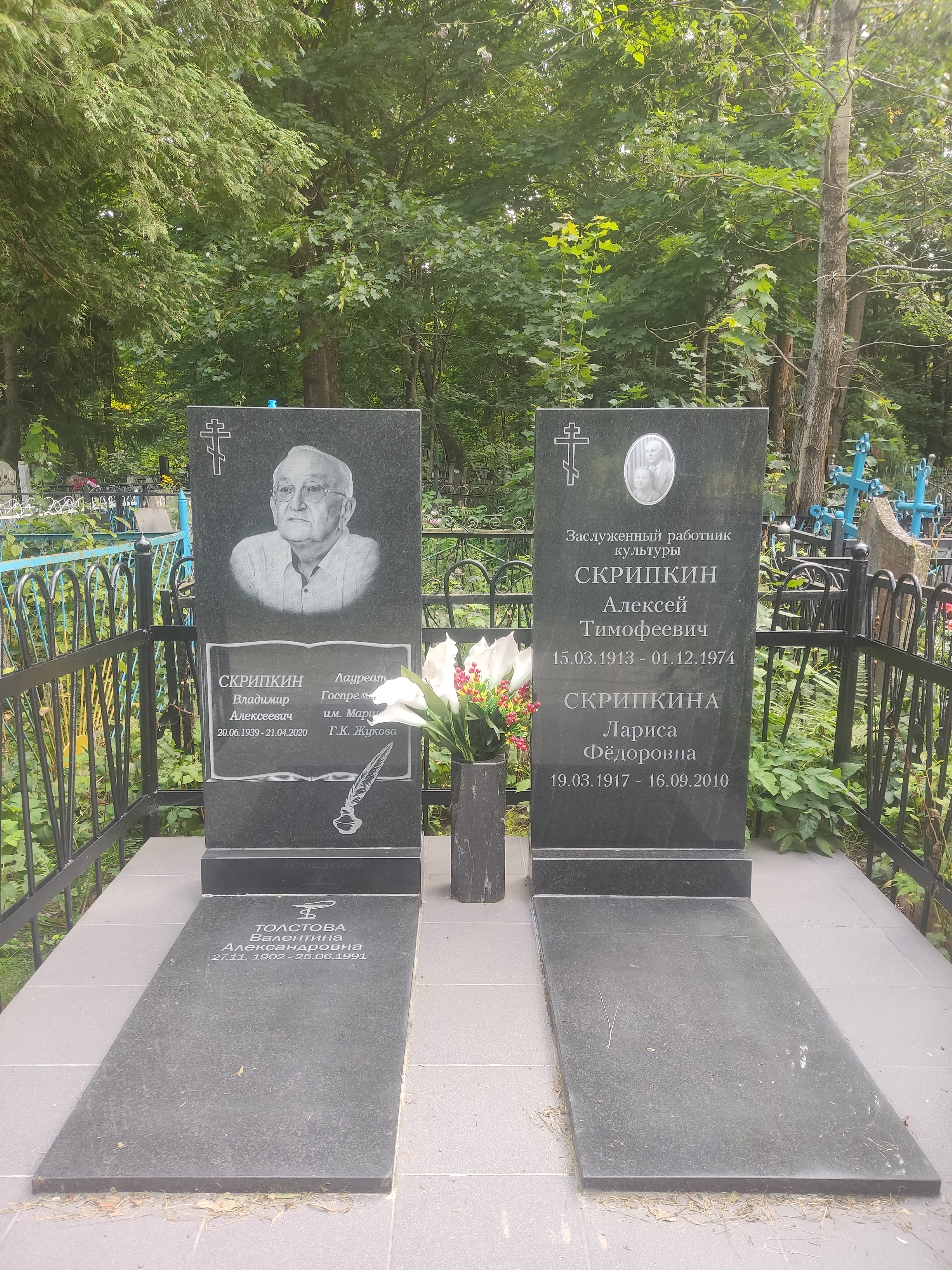
Могила Владимира Алексеевича Скрипкина на Пятницком кладбище Калуги

Владимир Алексеевич Скрипкин (1939—2020) — русский советский писатель, историк, прозаик и краевед. Член Союза писателей и литераторов России. Лауреат Государственной премии Российской Федерации имени Маршала Советского Союза Г. К. Жукова в области литературы и искусства (2019).

## Биография
Родился 19 июня 1939 года в Воронежской области в семье известного деятеля культуры А. Т. Скрипкина (1913—1974), позже в 1947 году семья переехала в город Калугу. 
В 1955 году после окончания Калужской средней школы поступил на физико-математический факультет Калужского государственного педагогического института, после окончания которого в 1960 году ему была присвоена квалификация в области физики и математики. С 1960 года начал свою трудовую деятельность в Калужском НИИ телемеханических устройств и на Калужском радиоламповом заводе «Восход» в должностях старшего инженера, начальника бюро, заместителя руководителя и руководителя отдела автоматизированной системы управления предприятием. В 1964 году окончил Вечерний факультет МГТУ имени Н. Э. Баумана, получив специализацию радиоинженера. С 1964 по 1968 год помимо основной деятельности занимался и педагогической работой в должностях преподавателя специальных предметов и секретаря партийной организации Калужского вечернего техникума электронных приборов.
С 1957 года начал свой творческий путь в качестве внештатного корреспондента калужской газеты «Молодой ленинец», писал статьи по производственным и научно-техническим вопросам, позже из под пера Скрипкина начали выходить очерки, художественные рассказы и эссе. С 2005 года Скрипкин начал серьёзно заниматься литературной деятельностью, из под его пера вышли такие произведения как: «Двести лет на страже здоровья», посвящённые двухсотлетию калужской областной больницы (2007), «Профессия — первопроходцы», посвящённая строителям (2008), книга «От «Катюши» до «Востока»», приуроченная к пятидесятилетию полёта Ю. А. Гагарина в космос (2011), сборник избранных рассказов, эссе и повестей «1812… 1914… 1941…», посвящённый двухсотлетию Отечественной войны 1812 года (2012), «Генералы – уроженцы земли Калужской» (2017), «Александр Чижевский: человек и учёный» и «Правители земли Калужской» (2019). В 2013 году Скрипкин стал членом Российского союза литераторов и Союза писателей, а также членом Калужской областной организации Российского союза профессиональных литераторов и членом Общественного совета Калужской области.
12 июня 2019 года указом президента России «За серию книг, посвящённых памяти павших в Великой Отечественной войне 1941—1945 годов, героизму и мужеству защитников Отечества» Владимир Алексеевич Скрипкин был удостоен Государственной премии Российской Федерации имени Маршала Советского Союза Г. К. Жукова в области литературы и искусства.
Скончался 21 апреля 2020 года в Калуге на 81-м году жизни.

## Награды
- Государственная премия Российской Федерации имени Маршала Советского Союза Г. К. Жукова (2019[4])